# Hervás (kommunhuvudort)
Hervás är en kommunhuvudort i Spanien.   Den ligger i provinsen Provincia de Cáceres och regionen Extremadura, i den centrala delen av landet, 180 km väster om huvudstaden Madrid. Hervás ligger 664 meter över havet och antalet invånare är 3 823.
Terrängen runt Hervás är bergig åt sydost, men åt nordväst är den kuperad. Runt Hervás är det ganska glesbefolkat, med 43 invånare per kvadratkilometer. Närmaste större samhälle är Béjar, 15,6 km nordost om Hervás. 